# Benno Hennicke

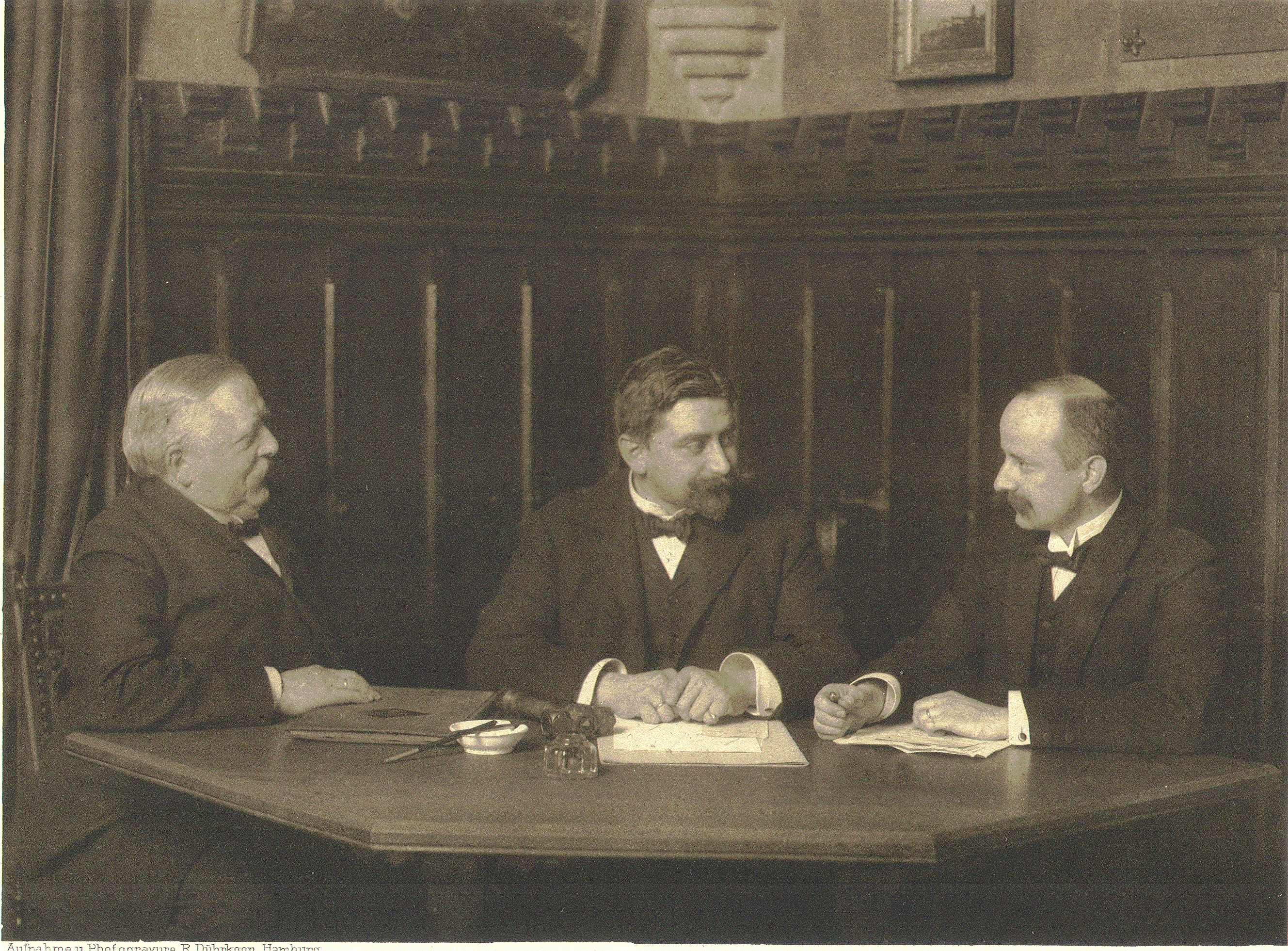
Vorstand der Patriotischen Gesellschaft von 1765 im Jahr 1905, rechts Hennicke

Benno Hennicke, irrtümlich auch Bruno Hennicke, (* 8. Juli 1835 in Rauße, Landkreis Neumarkt in Niederschlesien, heute Rusko, Gmina Malczyce, Polen; † 26. Dezember 1911 in Hamburg; vollständiger Name: Benno Alfred Hennicke) war ein deutscher Ingenieur und Politiker.

## Leben
Hennicke kam nach seiner Ausbildung nach Hamburg und ließ sich dort als Zivilingenieur in Firma Hennicke & Goos nieder. Als Ingenieur war er unter anderem am Neubau des Hamburger Rathauses sowie am Wiederaufbau des Michels beteiligt.
Hennicke wirkte im Vorstand der Patriotischen Gesellschaft von 1765 und wurde später dort Ehrenmitglied. Von 1896 bis 1909 gehörte er der Hamburgischen Bürgerschaft als Mitglied der „Fraktion der Rechten“ an.
Benno Hennicke ruht in der Familiengrabstätte auf dem Friedhof Ohlsdorf. Sie liegt im Planquadrat L 5 in unmittelbarer Nähe des Haupteingangs an der Fuhlsbüttler Straße.